# Ecologisch rijden
Ecologisch rijden (ecodriving) is het strategisch benutten van de technische mogelijkheden van het voertuig en de brandstof om een optimaal verbruik (dat wil zeggen zuinigheid) te bekomen. Initiatiefnemer in Vlaanderen is Bond Beter Leefmilieu Vlaanderen (BBL). In Nederland loopt een vergelijkbare campagne onder de naam Het Nieuwe Rijden.

## Tips
In hun brochure wordt onder meer aangeraden om zo snel mogelijk in een hogere versnelling te schakelen; bijvoorbeeld vanaf 2000-2500 rpm. Daarnaast kan men door traag op te trekken, met een constante snelheid te rijden en nooit bruusk te (hoeven) remmen, veel brandstof besparen.